# 타임라인 (2003년 영화)
《타임라인》(영어: Timeline)은 2003년 공개된 미국의 SF 모험 영화이다. 양자역학과 시간 여행을 소재로 하고 있으며, 미국의 베스트셀러 작가 마이클 크라이튼이 발표한 동명의 소설이 원작이다. 타임머신을 통해 백년전쟁 시기인 1357년 프랑스 카스텔가르로 시간 여행을 떠나 예기치 못한 사건에 휘말리게 된 사람들의 모험담을 그리고 있다.

## 줄거리
고고학 및 역사학과 재학생들이 중세 프랑스로 시간 여행을 떠나, 전투 중 실종된 그들의 교수를 구출하는 모험 이야기다. 이야기는 에드워드 존스턴 교수가 이끄는 프랑스 도르도뉴 지역의 유적 발굴 현장에서 시작된다. 존스턴 교수는 발굴 중 특이하게 유골과 함께 발견된 유물을 조사하기 위해 후원 기관인 ITC 기업을 방문한다. 그러나 그 사이, 학생들은 존스턴 교수가 과거로 시간 여행을 떠났음을 암시하는 단서를 발견하고, ITC로부터 시간 여행 기술을 이용해 그를 구출해 달라는 제안을 받는다.
마렉을 포함한 학생들 대부분과 보안 요원들로 구성된 구조대는 1357년 프랑스로 시간 이동한다. 그곳에서 그들은 잉글랜드 군에게 쫓기는 한 여성을 만나고, 우여곡절 끝에 잉글랜드 군에게 붙잡힌다. 이 과정에서 일행 중 한 명은 죽고, 다른 한 명은 잉글랜드 군에 협력하는 전직 ITC 직원임이 밝혀진다. 그는 시간 여행 기술의 부작용으로 죽어가는 자신의 운명을 복수하고자 ITC에 대한 증오심을 드러낸다. 한편, 구조대는 존스턴 교수를 구출하는 데 성공하지만, 이 과정에서 역사를 바꾸어 버리게 된다.
여차저차 사건을 겪고, 마렉은 자신이 발굴 현장에서 발견된 기사의 유골이라는 것을 깨닫고, 일행을 무사히 현재로 돌려보낸다. 그는 남아서 프랑스 군이 전투에서 승리하도록 돕고 역사를 복원한다. 현재로 돌아온 학생들은 유골이 발견된 석관을 다시 조사하고, 마렉이 레이디 클레어와 함께 살면서 세 아이를 낳았다는 사실을 알게 된다. 한편, 이들의 시간 여행을 막으려던 ITC 사장은 시간 여행 장치에 뛰어들었다가 과거로 보내져 죽음을 맞이한다.

## 배역
주연
- 폴 워커 - 크리스 존스턴 역
- 프란시스 오코너 - 케이트 에릭슨 역
- 제라드 버틀러 - 안드레 마렉 역
- 빌리 코놀리 - 존스턴 교수 역

조연
- 데이빗 듈리스 - 로버트 도니거 역
- 애나 프리얼 - 레이디 클레어 역
- 닐 맥도프 - 프랭크 고든 역
- 맷 크레이븐 - 스티븐 크레이머 역
- 에단 엠브리 - 조쉬 스턴 역
- 마이클 쉰 - 로드 올리버 역
- 램버트 윌슨 - 로드 아르노 역
- 마튼 초카스 - 윌리엄 드 케레 / 윌리엄 데커 역
- 로지프 서덜랜드 - 프랑수아 돈텔 역
- 스티브 카핸 - 베이커 역

단역
- 데이빗 라 헤이
- 리처드 제먼
- 패트릭 서봉기 - 지미 고메즈 역
- 마이크 처트 - 빌 바레토 역
- 제이슨 메릴 - 빈센트 타웁 역
- 비아스타 브라나
- 마크 올리비에
- 제리 모스
- 대니 블랑코
- 폴 튜어피
- 카스 앤바
- 로이스 델러
- 린 애덤스
- 크리스찬 테지어
- 밀리 트레시에라
- 에이미 슬로안
- 크리스티안 폴
- 마리안 콜리어
- 스티븐 리스카
- 세실 크리스토발
- 브루스 람세이

## 한국어 더빙 성우진(KBS)
- 홍시호 - 마렉 (제라드 버틀러)
- 김승준 - 크리스 (폴 워커)
- 유강진 - 존스턴 교수 (빌리 코놀리)
- 이선 - 케이트 (프란시스 오코너)
- 김지혜 - 클레어 (안나 프릴)
- 탁원제
- 이호인
- 김영민
- 김태웅
- 문관일
- 이재용
- 석원희
- 이규석
- 임채헌
- 유호한
- 이광수